# Артюхово (Сумская область)
Артюхово (укр. Артюхове) — село,
Реутинский сельский совет,
Кролевецкий район,
Сумская область,
Украина.
Код КОАТУУ — 5922687206. Население по переписи 2001 года составляло 58 человек .

## Географическое положение
Село Артюхово находится на расстоянии в 1,5 км от правого берега реки Реть,
выше по течению на расстоянии в 1,5 км расположено село Мостище,
на противоположном берегу — город Кролевец.
Село окружено большим лесным массивом (сосна, берёза).
Рядом проходит железная дорога, станция Реть.